# Danh sách tiểu hành tinh: 17001–17100
| Tên                 | Tên đầu tiên | Ngày phát hiện      | Nơi phát hiện                      | Người phát hiện          |
| ------------------- | ------------ | ------------------- | ---------------------------------- | ------------------------ |
| 17001 -             | 1999 CT54    | 10 tháng 2 năm 1999 | Socorro                            | LINEAR                   |
| 17002 Kouzel        | 1999 CV54    | 10 tháng 2 năm 1999 | Socorro                            | LINEAR                   |
| 17003 -             | 1999 CE55    | 10 tháng 2 năm 1999 | Socorro                            | LINEAR                   |
| 17004 Sinkevich     | 1999 CR61    | 12 tháng 2 năm 1999 | Socorro                            | LINEAR                   |
| 17005 -             | 1999 CD63    | 12 tháng 2 năm 1999 | Socorro                            | LINEAR                   |
| 17006 -             | 1999 CH63    | 12 tháng 2 năm 1999 | Socorro                            | LINEAR                   |
| 17007 -             | 1999 CK65    | 12 tháng 2 năm 1999 | Socorro                            | LINEAR                   |
| 17008 -             | 1999 CL65    | 12 tháng 2 năm 1999 | Socorro                            | LINEAR                   |
| 17009 -             | 1999 CM70    | 12 tháng 2 năm 1999 | Socorro                            | LINEAR                   |
| 17010 -             | 1999 CQ72    | 12 tháng 2 năm 1999 | Socorro                            | LINEAR                   |
| 17011 -             | 1999 CC80    | 12 tháng 2 năm 1999 | Socorro                            | LINEAR                   |
| 17012 -             | 1999 CY80    | 12 tháng 2 năm 1999 | Socorro                            | LINEAR                   |
| 17013 -             | 1999 CA82    | 12 tháng 2 năm 1999 | Socorro                            | LINEAR                   |
| 17014 -             | 1999 CY96    | 10 tháng 2 năm 1999 | Socorro                            | LINEAR                   |
| 17015 -             | 1999 CN117   | 12 tháng 2 năm 1999 | Socorro                            | LINEAR                   |
| 17016 -             | 1999 CV123   | 11 tháng 2 năm 1999 | Socorro                            | LINEAR                   |
| 17017 -             | 1999 CJ138   | 11 tháng 2 năm 1999 | Kitt Peak                          | Spacewatch               |
| 17018 -             | 1999 DB1     | 18 tháng 2 năm 1999 | Haleakala                          | NEAT                     |
| 17019 Aldo          | 1999 DV3     | 23 tháng 2 năm 1999 | Montelupo                          | M. Tombelli, G. Forti    |
| 17020 Hopemeraengus | 1999 DH4     | 24 tháng 2 năm 1999 | Cocoa                              | I. P. Griffin            |
| 17021 -             | 1999 DS6     | 20 tháng 2 năm 1999 | Socorro                            | LINEAR                   |
| 17022 Huisjen       | 1999 DN7     | 18 tháng 2 năm 1999 | Anderson Mesa                      | LONEOS                   |
| 17023 Abbott        | 1999 EG      | 7 tháng 3 năm 1999  | Reedy Creek                        | J. Broughton             |
| 17024 Costello      | 1999 EJ5     | 15 tháng 3 năm 1999 | Reedy Creek                        | J. Broughton             |
| 17025 Pilachowski   | 1999 ES5     | 13 tháng 3 năm 1999 | Goodricke-Pigott                   | R. A. Tucker             |
| 17026 -             | 1999 EC8     | 12 tháng 3 năm 1999 | Kitt Peak                          | Spacewatch               |
| 17027 -             | 1999 EF12    | 15 tháng 3 năm 1999 | Socorro                            | LINEAR                   |
| 17028 -             | 1999 FJ5     | 18 tháng 3 năm 1999 | Kitt Peak                          | Spacewatch               |
| 17029 Cuillandre    | 1999 FM6     | 17 tháng 3 năm 1999 | Caussols                           | ODAS                     |
| 17030 -             | 1999 FC9     | 19 tháng 3 năm 1999 | Anderson Mesa                      | LONEOS                   |
| 17031 Piethut       | 1999 FL9     | 22 tháng 3 năm 1999 | Anderson Mesa                      | LONEOS                   |
| 17032 Edlu          | 1999 FM9     | 22 tháng 3 năm 1999 | Anderson Mesa                      | LONEOS                   |
| 17033 Rusty         | 1999 FR9     | 22 tháng 3 năm 1999 | Anderson Mesa                      | LONEOS                   |
| 17034 Vasylshev     | 1999 FS9     | 22 tháng 3 năm 1999 | Anderson Mesa                      | LONEOS                   |
| 17035 Velichko      | 1999 FC10    | 22 tháng 3 năm 1999 | Anderson Mesa                      | LONEOS                   |
| 17036 Krugly        | 1999 FD10    | 22 tháng 3 năm 1999 | Anderson Mesa                      | LONEOS                   |
| 17037 -             | 1999 FV10    | 16 tháng 3 năm 1999 | Kitt Peak                          | Spacewatch               |
| 17038 Wake          | 1999 FO21    | 26 tháng 3 năm 1999 | Reedy Creek                        | J. Broughton             |
| 17039 Yeuseyenka    | 1999 FN26    | 19 tháng 3 năm 1999 | Socorro                            | LINEAR                   |
| 17040 Almeida       | 1999 FT27    | 19 tháng 3 năm 1999 | Socorro                            | LINEAR                   |
| 17041 Castagna      | 1999 FB30    | 19 tháng 3 năm 1999 | Socorro                            | LINEAR                   |
| 17042 Madiraju      | 1999 FG30    | 19 tháng 3 năm 1999 | Socorro                            | LINEAR                   |
| 17043 -             | 1999 FJ30    | 19 tháng 3 năm 1999 | Socorro                            | LINEAR                   |
| 17044 Mubdirahman   | 1999 FZ30    | 19 tháng 3 năm 1999 | Socorro                            | LINEAR                   |
| 17045 Markert       | 1999 FV32    | 22 tháng 3 năm 1999 | Mauna Kea                          | D. J. Tholen             |
| 17046 Kenway        | 1999 FM33    | 19 tháng 3 năm 1999 | Socorro                            | LINEAR                   |
| 17047 -             | 1999 FP33    | 19 tháng 3 năm 1999 | Socorro                            | LINEAR                   |
| 17048 -             | 1999 FD34    | 19 tháng 3 năm 1999 | Socorro                            | LINEAR                   |
| 17049 Miron         | 1999 FJ34    | 19 tháng 3 năm 1999 | Socorro                            | LINEAR                   |
| 17050 Weiskopf      | 1999 FX45    | 20 tháng 3 năm 1999 | Socorro                            | LINEAR                   |
| 17051 Oflynn        | 1999 FW46    | 20 tháng 3 năm 1999 | Socorro                            | LINEAR                   |
| 17052 -             | 1999 FS51    | 20 tháng 3 năm 1999 | Socorro                            | LINEAR                   |
| 17053 -             | 1999 FX56    | 20 tháng 3 năm 1999 | Socorro                            | LINEAR                   |
| 17054 -             | 1999 GL2     | 6 tháng 4 năm 1999  | Đài thiên văn Zvjezdarnica Višnjan | K. Korlević              |
| 17055 -             | 1999 GP3     | 6 tháng 4 năm 1999  | King City                          | R. G. Sandness           |
| 17056 Boschetti     | 1999 GW3     | 6 tháng 4 năm 1999  | San Marcello                       | L. Tesi, A. Boattini     |
| 17057 -             | 1999 GS4     | 10 tháng 4 năm 1999 | Đài thiên văn Zvjezdarnica Višnjan | K. Korlević              |
| 17058 Rocknroll     | 1999 GA5     | 13 tháng 4 năm 1999 | Reedy Creek                        | J. Broughton             |
| 17059 Elvis         | 1999 GX5     | 15 tháng 4 năm 1999 | Reedy Creek                        | J. Broughton             |
| 17060 Mikecombi     | 1999 GX7     | 9 tháng 4 năm 1999  | Anderson Mesa                      | LONEOS                   |
| 17061 Tegler        | 1999 GQ8     | 10 tháng 4 năm 1999 | Anderson Mesa                      | LONEOS                   |
| 17062 Bardot        | 1999 GR8     | 10 tháng 4 năm 1999 | Anderson Mesa                      | LONEOS                   |
| 17063 Papaloizou    | 1999 GP9     | 15 tháng 4 năm 1999 | Anderson Mesa                      | LONEOS                   |
| 17064 -             | 1999 GX16    | 15 tháng 4 năm 1999 | Socorro                            | LINEAR                   |
| 17065 -             | 1999 GK17    | 15 tháng 4 năm 1999 | Socorro                            | LINEAR                   |
| 17066 Ginagallant   | 1999 GG18    | 15 tháng 4 năm 1999 | Socorro                            | LINEAR                   |
| 17067 -             | 1999 GF19    | 15 tháng 4 năm 1999 | Socorro                            | LINEAR                   |
| 17068 -             | 1999 GO19    | 15 tháng 4 năm 1999 | Socorro                            | LINEAR                   |
| 17069 -             | 1999 GD20    | 15 tháng 4 năm 1999 | Socorro                            | LINEAR                   |
| 17070 -             | 1999 GG20    | 15 tháng 4 năm 1999 | Socorro                            | LINEAR                   |
| 17071 -             | 1999 GK21    | 15 tháng 4 năm 1999 | Socorro                            | LINEAR                   |
| 17072 Athiviraham   | 1999 GT31    | 7 tháng 4 năm 1999  | Socorro                            | LINEAR                   |
| 17073 Alexblank     | 1999 GX34    | 6 tháng 4 năm 1999  | Socorro                            | LINEAR                   |
| 17074 -             | 1999 GQ36    | 12 tháng 4 năm 1999 | Socorro                            | LINEAR                   |
| 17075 Pankonin      | 1999 GF49    | 9 tháng 4 năm 1999  | Anderson Mesa                      | LONEOS                   |
| 17076 Betti         | 1999 HO      | 18 tháng 4 năm 1999 | Prescott                           | P. G. Comba              |
| 17077 Pampaloni     | 1999 HY2     | 25 tháng 4 năm 1999 | San Marcello                       | A. Boattini, M. Tombelli |
| 17078 Sellers       | 1999 HD3     | 24 tháng 4 năm 1999 | Reedy Creek                        | J. Broughton             |
| 17079 Lavrovsky     | 1999 HD9     | 17 tháng 4 năm 1999 | Socorro                            | LINEAR                   |
| 17080 -             | 1999 HE9     | 17 tháng 4 năm 1999 | Socorro                            | LINEAR                   |
| 17081 Jaytee        | 1999 JT1     | 8 tháng 5 năm 1999  | Catalina                           | CSS                      |
| 17082 -             | 1999 JC3     | 9 tháng 5 năm 1999  | Đài thiên văn Zvjezdarnica Višnjan | K. Korlević              |
| 17083 -             | 1999 JB4     | 10 tháng 5 năm 1999 | Socorro                            | LINEAR                   |
| 17084 -             | 1999 JV14    | 10 tháng 5 năm 1999 | Socorro                            | LINEAR                   |
| 17085 -             | 1999 JM16    | 15 tháng 5 năm 1999 | Kitt Peak                          | Spacewatch               |
| 17086 Ruima         | 1999 JH18    | 10 tháng 5 năm 1999 | Socorro                            | LINEAR                   |
| 17087 -             | 1999 JC19    | 10 tháng 5 năm 1999 | Socorro                            | LINEAR                   |
| 17088 Giupalazzolo  | 1999 JF19    | 10 tháng 5 năm 1999 | Socorro                            | LINEAR                   |
| 17089 Mercado       | 1999 JU19    | 10 tháng 5 năm 1999 | Socorro                            | LINEAR                   |
| 17090 Mundaca       | 1999 JE21    | 10 tháng 5 năm 1999 | Socorro                            | LINEAR                   |
| 17091 Senthalir     | 1999 JM21    | 10 tháng 5 năm 1999 | Socorro                            | LINEAR                   |
| 17092 Sharanya      | 1999 JP21    | 10 tháng 5 năm 1999 | Socorro                            | LINEAR                   |
| 17093 -             | 1999 JH22    | 10 tháng 5 năm 1999 | Socorro                            | LINEAR                   |
| 17094 -             | 1999 JV25    | 10 tháng 5 năm 1999 | Socorro                            | LINEAR                   |
| 17095 Mahadik       | 1999 JN26    | 10 tháng 5 năm 1999 | Socorro                            | LINEAR                   |
| 17096 -             | 1999 JX26    | 10 tháng 5 năm 1999 | Socorro                            | LINEAR                   |
| 17097 Ronneuman     | 1999 JX31    | 10 tháng 5 năm 1999 | Socorro                            | LINEAR                   |
| 17098 Ikedamai      | 1999 JE34    | 10 tháng 5 năm 1999 | Socorro                            | LINEAR                   |
| 17099 -             | 1999 JE37    | 10 tháng 5 năm 1999 | Socorro                            | LINEAR                   |
| 17100 Kamiokanatsu  | 1999 JT37    | 10 tháng 5 năm 1999 | Socorro                            | LINEAR                   |